# Marie-Barbara de Portugal
Marie-Barbara ou Marie-Barbe de Portugal (Bárbara de Bragança), née le 4 décembre 1711 à Lisbonne et morte le 27 août 1758 au palais royal d'Aranjuez, fille de Jean V de Portugal et de Marie-Anne d'Autriche. Elle est reine d'Espagne de 1746 à sa mort, par son mariage avec Ferdinand VI.

## Biographie

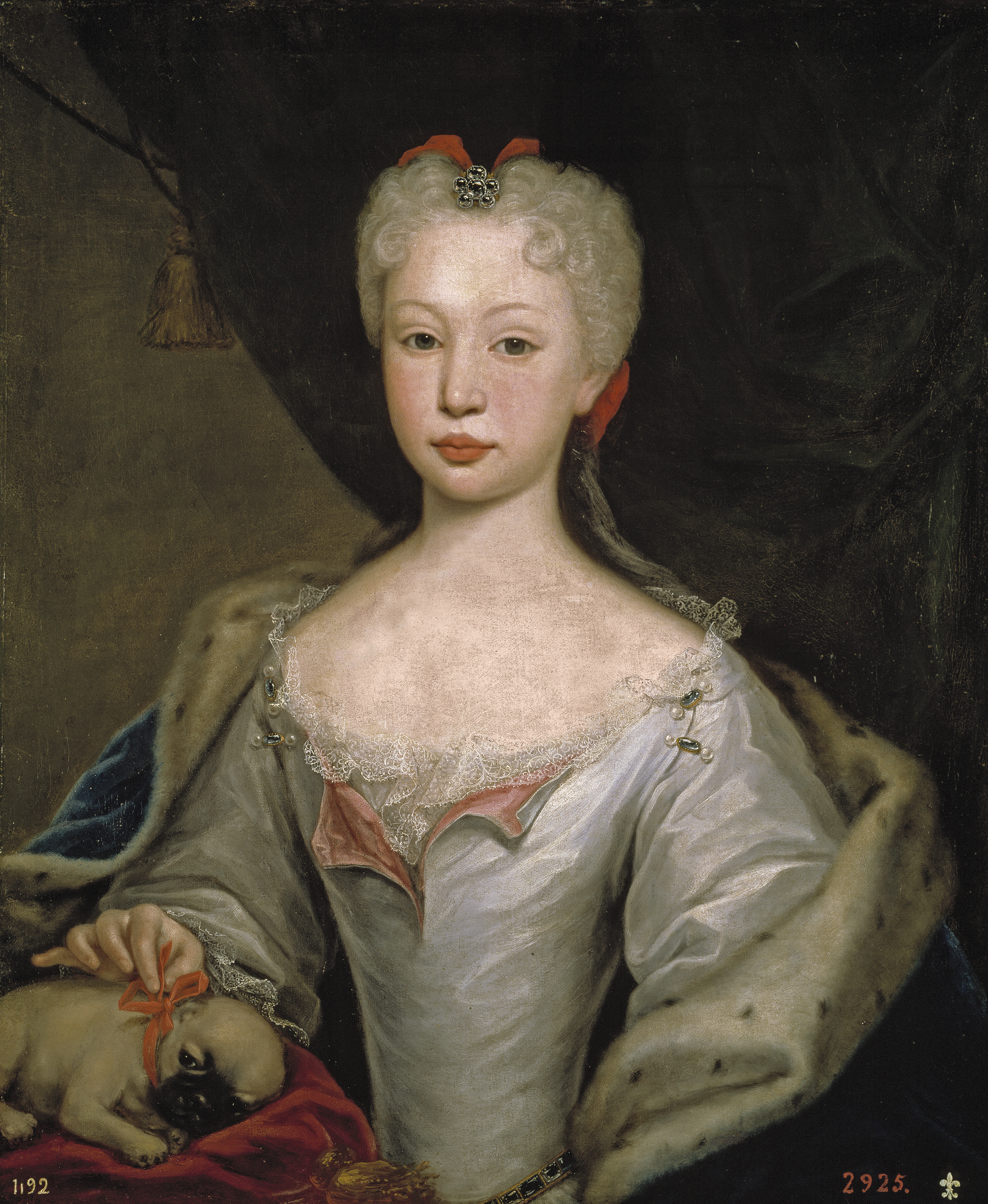
Marie-Barbara de Bragance, par Domenico Dupra

Marie-Barbara est une claveciniste émérite. Elle a pour professeur à Lisbonne Domenico Scarlatti à partir de 1720. Celui-ci la suit en Espagne lorsqu'elle épouse le futur roi Ferdinand VI : c'est principalement à Madrid que Scarlatti compose à son intention au moins 555 sonates pour le clavecin. Elle lègue une partie de ses collections musicales (partitions et instruments) au castrat Farinelli.
Son mariage, en 1729 avec Ferdinand, prince des Asturies, est destiné à renforcer les liens entre la Maison de Bourbon d'origine française qui règne sur l'Espagne depuis la guerre de Succession d'Espagne et son voisin portugais qui a soutenu le concurrent autrichien l'archiduc Charles, frère de la reine du Portugal.
Des défilés de chars sont organisés dans la ville de Séville à l'occasion de la commémoration de leur avènement au trône en 1746. Huit peintures, commandées par la Fabrique royale de tabac de Séville au peintre Domingo Martínez relatent cet l'évènement dont Char de la remise des portraits des Rois à la Mairie, Char du feu et Char de l'annonce de la mascarade. Elles sont conservées au musée des beaux-arts de Séville.
Femme de grande culture et musicienne exceptionnelle, dotée d'une nature mélancolique, la reine meurt à l'âge de 46 ans sans avoir donné d'héritier à son époux qui la suit dès l'année suivante dans la tombe.
Elle est inhumée au côté de son époux en l'église du couvent des Salésiennes royales à Madrid.

## Hommage
Le mardi 15 janvier 1760, Mgr Gabriel François Moreau, évêque de Vence, prononce lors d'une cérémonie à Notre-Dame de Paris l'oraison funèbre de Ferdinand VI et de Marie de Portugal, son épouse.